# Konstanty Wolski

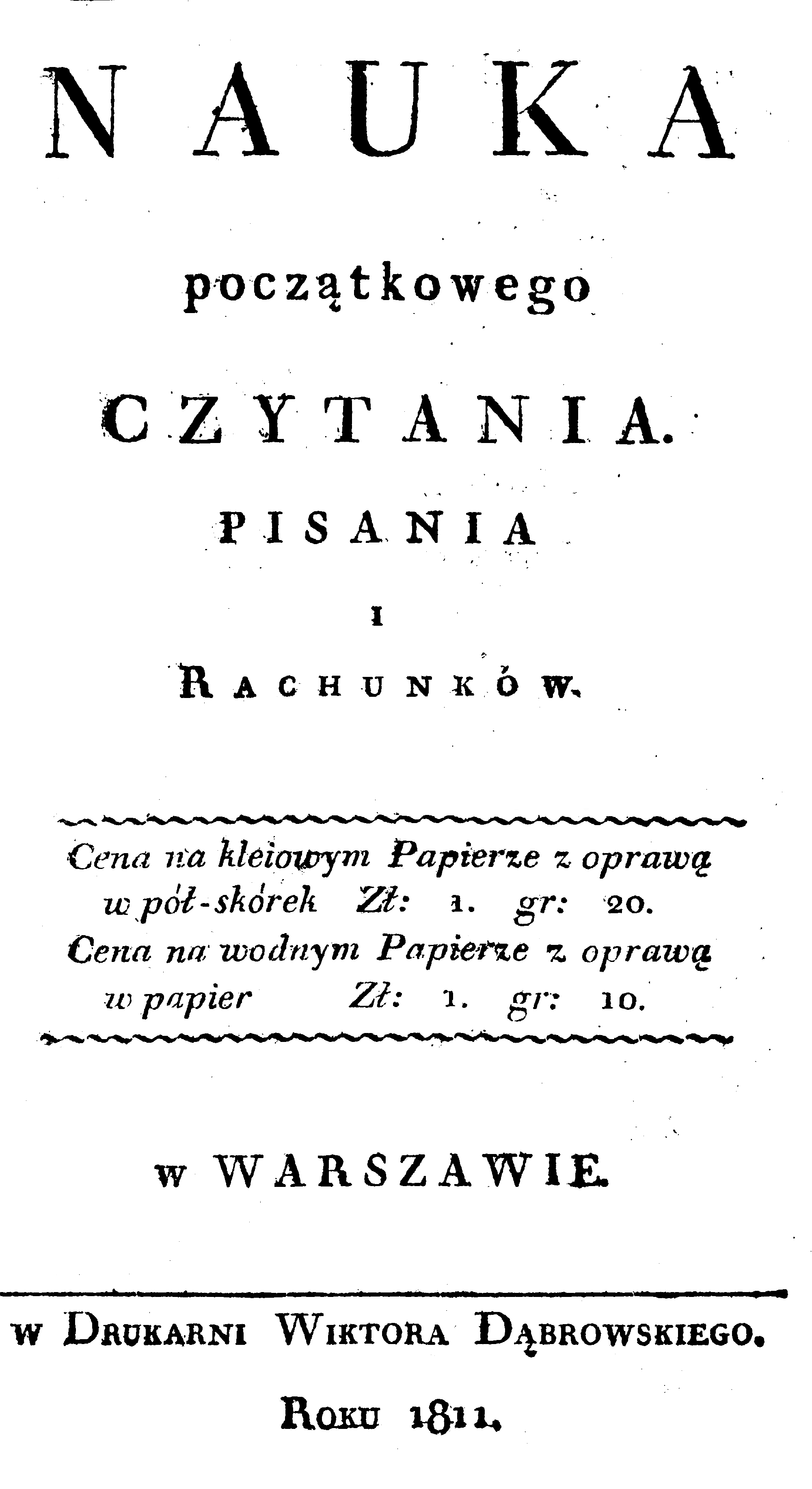
Nauka początkowego czytania, pisania i rachunków elementarz Konstantego Wolskiego.

Konstanty Wolski (ur. 17 października 1762 w Sandomierskiem, zm. 15 listopada 1810 w Warszawie) – polski pedagog, tłumacz, kaznodzieja, reformator metodyki nauczania w Księstwie Warszawskim, dyrektor Redakcji Ksiąg Elementarnych, autor polskiego elementarza zwanego potocznie „elementarzem Wolskiego”.

## Życiorys
Wykształcił się w pijarskich kolegiach. W latach 1794–1795 przebywał w Dreźnie, gdzie pełnił obowiązki guwernera jednego z łużyckich szlachciców. w 1798 roku założył w Warszawie wraz z Ludwikiem Osińskim pensjonat dla młodzieży męskiej. W 1800 roku opuścił stan duchowny i ożenił się z Anną Birgierówną. Był nauczycielem matematyki, prawa oraz historii, a w Liceum Warszawskim pełnił funkcję nauczyciela literatury polskiej.
W tym okresie współpracował z Samuelem Bogumiłem Linde w pracy nad redakcją Słownika języka polskiego. Ze względu na to, że Linde nie władał w pełni literacką polszczyzną Wolski wraz z rektorem konwiktu pijarskiego Kajetanem Kamieńskim dokonywał korekty, a nawet uzupełniał oraz dodawał treść do tego dzieła o czym autor wspomniał we wstępie .
W okresie Księstwa Warszawskiego jako ceniony pedagog powołany został w 1808 roku na członka Izby Edukacji Publicznej, naczelnego organu administracji publicznej, dedykowanego sprawom nauki, oświaty i wychowania. Objął w nim stanowisko dyrektora Redakcji Ksiąg Elementarnych instytucji, która kontynuowała działalność Towarzystwa do Ksiąg Elementarnych utworzonego przez Komisję Edukacji Narodowej. Jako jej zwierzchnik opracował własny system nauczania .
Izba Edukacyjna na sesji 3 czerwca 1808 r. zwróciła się do niego z oficjalną prośbą, aby przygotował nowoczesny elementarz oraz instrukcję zawierającą wskazówki metodyczne dla nauczycieli nauczania początkowego. Wolski napisał najpierw Mowę o ważności ustanowienia i wprowadzenia po szkołach książek elementarnych, którą wygłosił na posiedzeniu Królewskiego Towarzystwa Warszawskiego Przyjaciół Nauk w dniu 18 września 1809 r. Postulował w niej dostosowanie zawartości elementarza do percepcji i poziomu umysłowego uczniów oraz prostotę i klarowność zawartej w nim wiedzy, dzięki czemu będzie ona dla nich łatwa do przyswojenia .
W latach 1808–1810 opracował na fonetycznej (głoskowej) metodzie nauki czytania własny elementarz polski – Nauka początkowego czytania, pisania i rachunków. Elementarz Wolskiego został zatwierdzony przez Izbę Edukacyjną do użytku we wszystkich szkołach elementarnych Księstwa Warszawskiego, a także w tych na terenie byłej Galicji Zachodniej i 8-krotnie wydawany był w latach 1811–1825 .
Wraz z elementarzem opublikował również poradnik dla nauczycieli – Przepisy dla nauczycieli dających naukę początkowego czytania, który wprowadzał ich w zagadnienia nowej wówczas analityczno-syntetycznej metody nauczania. Dzieło to uważane jest obecnie za pierwszą polską pracę metodyczną w nauczaniu początkowym .

## Tłumaczenia
Był autorem tłumaczeń z języka francuskiego i łaciny:
- Zaira Woltera wydana w polskim tłumaczeniu Wolskiego w 1801 roku w Warszawie,
- Dzieł Tytusa Liwiusza,
- Ifigenia (fr. Iphigénie), Jeana Baptiste’a Racine’a.

## Dzieła
- Nauka początkowego czytania, pisania i rachunków (1811)[5],
- Przepisy dla nauczycieli dających naukę początkowego czytania (1811),
- Układ edukacji[7] (1808)[8] .